# Carl Rudolf Huber

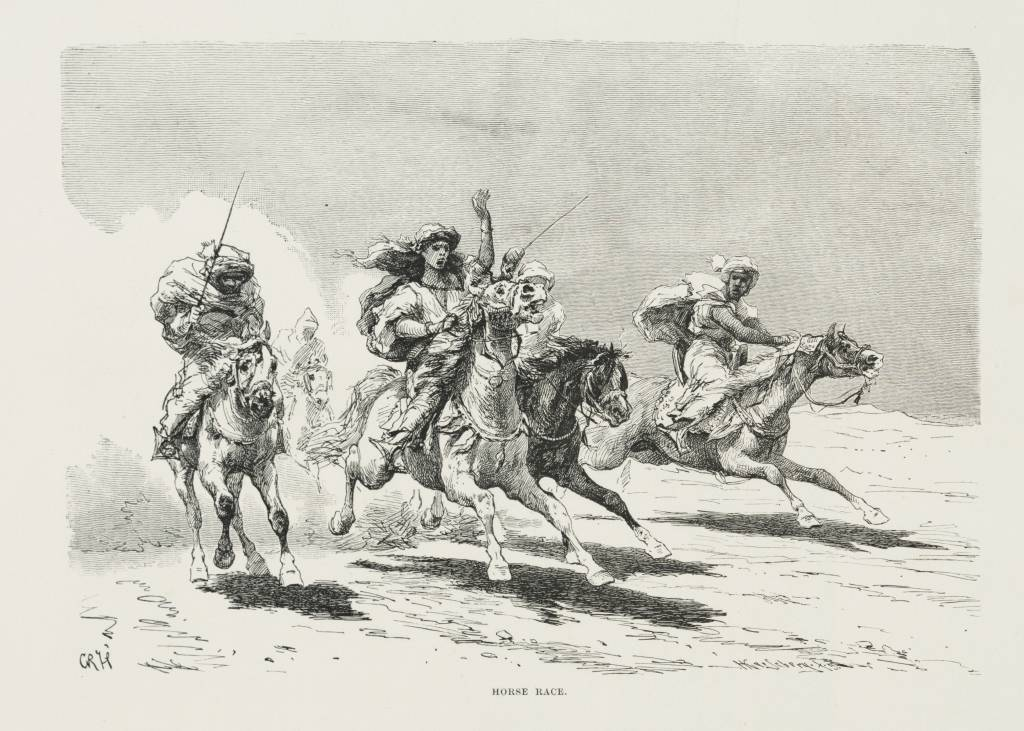
Carl Rudolf Huber, Course de chevaux en Égypte, 1878

Carl Rudolf Huber (né le 15 août 1839 à Schleinz, dans la commune de Walpersbach, en Basse-Autriche, mort le 28 août 1896 à Vienne) est un peintre et dessinateur autrichien.

## Biographie
Carl Rudolf Huber étudie à l'Académie des beaux-arts de Vienne et à l'Académie des beaux-arts de Düsseldorf.  
En 1875, il fait avec Leopold Carl Müller, Hans Makart et Franz von Lenbach un voyage en Égypte.  
En 1880, il est professeur à l'Académie des beaux-arts de Vienne où il enseigne la peinture animalière notamment à Alexander Pock. 
Huber est surtout connu pour ses peintures d'animaux et ses portraits.